# Exèrcit de Madràs

Bandera de la British East India Company (1801)

L'Exèrcit de Madràs, en anglès: Madras Army va ser l'exèrcit de la Presidència de Madràs (Presidency of Madras) una de les tres presidències de l'Índia Britànica dins l'Imperi Britànic.
Els exèrcits de la presidència, com les mateixes presidències, pertanyien a la Companyia de les Índies Orientals fins que la llei Government of India Act 1858 transferí les tres presidències a l'autoritat directa de la Corona Britànica.
L'any 1903 tots els tres exèrcits van ser fusionats dins el Indian Army.

## Història

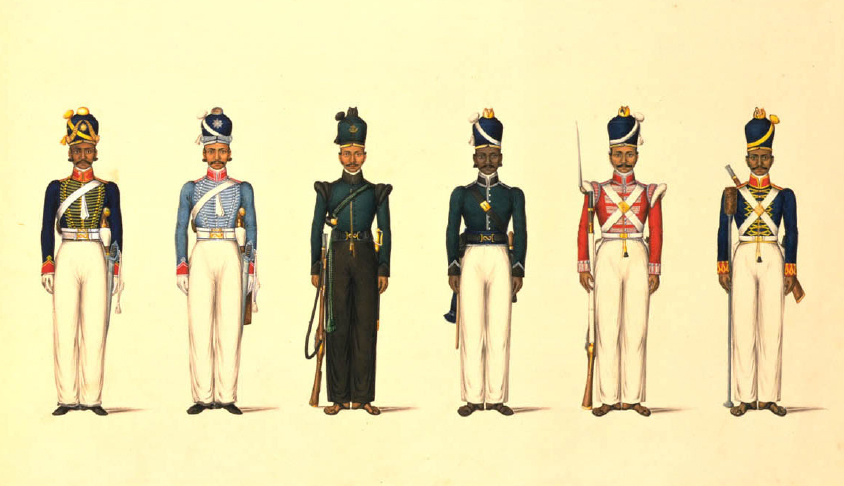
Uniformes militars de l'exèrcit de Madras, cap a 1830

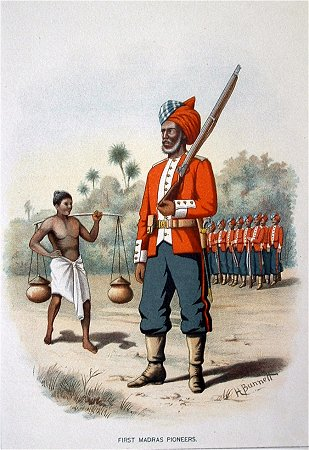
Els 1st Madras Pioneers, cap a 1890

El Madras Army of the Honourable East India Company va ser originat per la necessitat de protegir els interessos comercials de la Companyia. Eren majoritàriament guardes sense entrenament i pocs d'ells portaven armes. L'atac de l'exèrcit francès i la captura de Madràs el 1746 va reforçar la necessitat d'entrenar un exèrcit.
Robert Clive els va utilitzar en la batalla de Plassey.